# Cornell Woolrich

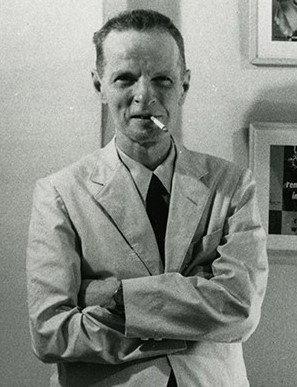
Cornell Woolrich

Cornell George Hopley-Woolrich (* 4. Dezember 1903 in New York City; † 25. September 1968 ebenda) war ein US-amerikanischer Schriftsteller, der in der Hauptsache durch seine düsteren Kriminalromane und Detektivgeschichten bekannt ist. Er prägte maßgeblich den „Hardboiled-Typus“ der Schwarzen Serie und lieferte zahlreiche Vorlagen für (Dreh)bücher des Film noir. Woolrich schrieb auch unter den Pseudonymen George Hopley und William Irish.

## Leben
Cornell Woolrich verbrachte nach der Scheidung seiner Eltern seine ersten Lebensjahre bei seinem Vater Genaro Hopley-Woolrich, der in Mexiko und Mittelamerika arbeitete. Im Alter von 12 Jahren kam Cornell Woolrich nach New York City, um mit seiner Mutter Claire Attalie Tarler Hopley-Woolrich zu leben. Zwischen 1921 und 1926 besuchte er sporadisch die Columbia-Universität; nach Veröffentlichung seines ersten Romans Cover Charge brach er sein Studium ab.
Nach Erscheinen seines zweiten Romans Children of the Ritz zog Cornell Woolrich nach Los Angeles, um das Drehbuch für einen Film nach dem Roman zu schreiben. Das Drehbuch wurde dann allerdings von William Irish geschrieben, dessen Name Woolrich später als Pseudonym verwendete.
In Kalifornien heiratete er Violet Virginia Blackton,

die Tochter des Filmmagnaten J. Stuart Blackton. Die Ehe scheiterte von Beginn an aufgrund der homosexuellen Neigungen Woolrichs  und wurde später annulliert. Nach der Trennung ließ Woolrich ein Tagebuch mit Details seiner homosexuellen Erlebnisse zurück.
Er selbst zog 1932 wieder zu seiner Mutter nach New York ins Hotel Marseilles. Kurz darauf wandte Woolrich sich der Kriminalliteratur zu. Zuerst schrieb er 1934 für Groschenhefte, in den 40er und 50er Jahren entstanden seine bekanntesten und erfolgreichsten Romane.
Trotz andauernder Spannungen entschloss sich Woolrich, bei seiner Mutter bis zu ihrem Lebensende im Jahre 1957 zu bleiben. Nach dem Tod seiner Mutter lebte Cornell Woolrich in diversen Hotels in New York City, kurzzeitig auch bei seiner Tante Estelle Tarler Garcia im Hotel Franconia. Seine Gesundheit war, auch von übermäßigem Alkoholkonsum und Kettenrauchen, angeschlagen. Nach einer verschleppten Infektion musste im Januar 1968 ein Bein amputiert werden, wonach er sich weitgehend von seinen Mitmenschen abkapselte. Selbst die Uraufführung des nach The Bride Wore Black von François Truffaut gedrehten Films besuchte er nicht. Er starb am 25. September 1968 an einem Schlaganfall und ist auf dem Ferncliff-Friedhof in Hartsdale, New York, beigesetzt. In seinen letzten Lebensjahren war Woolrich mit dem Thriller-Autor Michael Avallone (1924–1999) befreundet, der 1985 in Christian Bauers Dokumentarfilm Nacht ohne Morgen als Zeitzeuge ausgiebig interviewt wurde.
Zum Gedenken an seine Mutter stiftete er seinen Nachlass im Wert von 850.000 US-Dollar der Columbia-Universität,  an der er auch selbst zeitweilig studierte und diese ohne Abschluss verließ, zur Unterstützung angehender Journalisten.

## Zum Werk
Die frühen Romane Woolrichs stehen in der Tradition der Jazz-Ära, er selbst stand unter dem literarischen Einfluss F. Scott Fitzgeralds.
Während der Weltwirtschaftskrise begann Woolrich, Kriminalgeschichten zu schreiben, zuerst in der Tradition klassischer Detektivgeschichten mit klaren Rollen für Held und Schurke, kurz darauf mit Handlungen, die sich durch ihre düstere Atmosphäre, beklemmende Spannungselemente und verschwimmende Ethik auszeichnen. Seine frühen Krimis zeugen von einer schnellen Niederschrift, sind von schwankender Qualität und haben keine überzeugenden Handlungslinien; die späteren Romane insbesondere der serie noire (die „Black“-Romane) sind ausgereifter.
Mit diesen Schöpfungen gilt Woolrich als einer der Väter der Noir-Literatur, viele seiner Romane oder Erzählungen dienten als Vorlage für Filme von Robert Siodmak (Phantom Lady),  Alfred Hitchcock (Das Fenster zum Hof), François Truffaut (Die Braut trug schwarz und Das Geheimnis der falschen Braut), Rainer Werner Fassbinder (Martha, basierend auf „Für den Rest ihres Lebens“) oder Ted Tetzlaff (Das unheimliche Fenster) oder wurden für das Radio dramatisiert.
Seine Helden sind fast immer einfache, eher konventionell wirkende Menschen, die durch irgendwelche Umstände aus der Bahn geworfen werden. Charakteristisch ist eine lakonische, oft sich zu wachsender Verzweiflung steigernde Grundhaltung seiner einsamen Helden. Das Ende seiner Geschichten ist nur selten wirklich glücklich.
Die Bedeutung Woolrichs für die amerikanische Krimiliteratur der 40er und 50er Jahre sowie sein Einfluss auf den amerikanischen Kriminalfilm seiner Zeit werden meist unterschätzt. Francis Nevins Jr. bezeichnet Woolrich in seiner Biographie First You Dream, Then You Die als den viert-bedeutendsten Krimiautor seiner Zeit nach Dashiell Hammett, Erle Stanley Gardner und Raymond Chandler. 1954 wurde ihm für seinen Roman Un pied dans la tombe (dt. Ausgabe unbekannt. Original: The Body in Grant's Tomb) der renommierte Grand prix de littérature policière verliehen. Für seinen Roman Hämndens ögonblick (dt.: Die Tote vom 31. Mai. Heyne, München 1970. Original: Rendezvous in Black) erhielt Woolrich 1975 posthum den Schwedischen Krimipreis in der Kategorie Bester ins Schwedische übersetzte Kriminalroman.

## Werke (Auswahl)

### Unter dem Namen Cornell Woolrich
Romane der Jazz-Ära
- Cover Charge, Boni & Liveright, New York 1926.
- Children of the Ritz. Boni & Liveright, New York 1927.
- Times Square. Horace Liveright Books, New York 1929.
- Young Man's Heart. Mason Press, New York 1930 (autobiographisch).
- The Time of Her Life. Horace Liveright Press, New York 1931.
- Manhattan Love Song. Pegasus Press, New York 2006, ISBN 1-933648-07-4 (Nachdr. d. Ausg. New York 1932)

Kriminalromane
- The Bride Wore Black. Aeonian Press, Mattituck, N.Y. 1976, ISBN 0-88411-876-2 (EA: Beware the Lady. New York 1940); introduction by Eddie Muller, New York : Penzler Publishers, 2021, ISBN 978-1-61316-199-9
  - Die Braut trägt schwarz. Heyne, München 1974, ISBN 3-453-10166-9.
- The Black Curtain (1941)
  - Der schwarze Vorhang. Diogenes, Zürich 1988, ISBN 3-257-21625-4 (EA München 1971).
- The Black Alibi. New York 1942.
  - Schwarzes Alibi. Heyne, München 1990, ISBN 3-453-04154-2
- The Black Angel. Ballantine Books, New York 1982, ISBN 0-345-30664-3 (EA New York 1943).
  - Der schwarze Engel. Diogenes, Zürich 2008 [zuerst 1988, übersetzt von Harald Beck und Claus Melchior], ISBN 978-3-257-23705-4 (EA Adresse: Friedhof. München 1971).
- The Black Path of Fear. Ballantine Books, New Yorkl 1982, ISBN 0-345-30488-8 (EA New York 1944).
  - Der schwarze Pfad. Diogenes, Zürich 1988, ISBN 3-257-21627-0 (EA: Der dunkle Pfad der Angst, München 1974).
- Savage Bride. Fawcett Press, New York 1950.
  - Die wilde Braut. Diogenes, Zürich 1991, ISBN 3-257-21873-7.
- Hotel Room. Random, New York 1958.
- Death is my Dancing Partner. Pyramid Books, New York 1959.
- The Doom Stone. Avon Books, New York 1960.
- Into the Night. The Mysterious Press, New York 1987, ISBN 0-89296-200-3 (vollendet von Lawrence Block).
  - Die Nacht trägt schwarz. Heyne, München 1991, ISBN 3-453-04893-8.

Kurzgeschichten (Krimi, Noir)
- Death Sits in the Dentist's Chair (Detective Fiction Weekly, 1934) (dt. „Der Tod sitzt im Zahnarztstuhl“)
- Walls That Hear You (Detective Fiction Weekly, 1934) (dt. „Wände haben Ohren“)
- Preview of Death (Dime Detective, 1934) (dt. „Der Tod auf Zelluloid“)
- Murder in Wax (Dime Detective, 1935) (dt. „Mord in Wachs“)
- The Body Upstairs (Dime Detective, 1935) (dt. „Die Leiche im oberen Stock“)
- Kiss of the Cobra (Dime Detective, 1935) (dt. „Der Kuss der Kobra“)
- Red Liberty (Dime Detective, 1935) (dt. „Miss Liberty, blutrot“)
- Johnny on the Spot (Detective Fiction Weekly, 1936) (dt. „Johnny in der Falle“)
- Change of Murder (Detective Fiction Weekly, 1936) (dt. „Mordspech“)
- Waltz (Double Detective, 1937) (dt. „Walzer“)
- I Wouldn't Be in Your Shoes (Detective Fiction Weekly, 1938) (dt. „Katzenjammer“)
- Three O'Clock (Detective Fiction Weekly, 1938) (dt. „Drei Uhr nachmittags“)
- The Book That Squealed (Detective Story, 1939) (dt. „Das verräterische Buch“)
- Guillotine (Black Mask, 1939) (dt. „Die Stufen zum Schafott“)
- Meet Met by the Mannequin (Dime Detective, 1940) (dt. „Komm zur Schaufensterpuppe“)
- Momentum (Detective Fiction Weekly, 1940) (dt. „Montreal Express“)
- Post Mortem (Black Mask, 1940)
- He Looked Like Murder (Detective Fiction Weekly, 1941) (dt. „Unter Verdacht“) – verfilmt 1947 als The Guilty
- Nightmare (Argosy, 1941) (dt. „Im Dunkel der Nacht“) – verfilmt 1947 als Fear in the Night
- Murder at Mother's Knee (Dime Detective, 1941) (dt. „Pure Einbildung“)
- Dormant Account (Black Mask, 1942) (dt. „Ruhendes Konto“)
- It Had to Be Murder (1942), 1944 als Rear Window verlegt
- Mind Over Murder (Dime Detective, 1943) (dt. „Schlauheit kommt vor Mord“)
- The Black Path of Fear (1944)
- Rear Window (1944) – ursprünglich 1942 als It Had to Be Murder unter dem Pseudonym William Irish erschienen; verfilmt 1954 als Das Fenster zum Hof, Regie: Alfred Hitchcock
- Death Escapes the Eye (Shadow Mystery Magazine, 1947) (dt. „Der Tod bleibt unsichtbar“)
- Cocaine – verfilmt als Fall Guy (1947)
- The Boy Cried Murder (1947)
- For the Rest of Her Life (Ellery Queen’s Mystery Magazine, 1968) (dt. „Für den Rest ihres Lebens“)

### Unter dem Pseudonym William Irish
- You'll never see me again – Dell, New York 1939
- Marihuana. Dell, New York 1941.
- Phantom Lady (1942) – verfilmt 1944 als Zeuge gesucht (Phantom Lady), Regie: Robert Siodmak
- It Had to Be Murder (1942), 1944 als Rear Window unter eigenem Namen erschienen
- Deadline at Dawn (1944) – verfilmt 1946 als Deadline at Dawn
- Waltz into Darkness (1947) – verfilmt 1968 als Das Geheimnis der falschen Braut und 2001 als Original Sin
- I Married a Dead Man (1948) (dt. „Ich heiratete einen Toten“) – verfilmt 1950 als Entgleist (No Man of Her Own), Regie: Mitchell Leisen
- Stranglers Serenade
- Rendezvous in Black (1948) – verfilmt 1977 als Rendezvous mit dem Tod (TV-Serie) mit Jean-Pierre Aumont und Daniel Auteuil

### Unter dem Pseudonym George Hopley
- Night has a Thousand Eyes (1945), verfilmt 1948 als Die Nacht hat tausend Augen (The Night Has a Thousand Eyes)
- Fright (1950)

## Verfilmungen (Auswahl)
- John Francis Dillon (Regisseur): Children of the Ritz. 1929.
- Manhattan Love Song. 1934.
- Street of Chance (Der schwarze Vorhang). 1942 (frei nach dem gleichnamigen Roman).
- Jacques Tourneur (Regisseur): The Leopard Man. 1943. (basierend auf The Black Alibi)
- Robert Siodmak (Regisseur): Phantom Lady (Zeuge gesucht). 1944.
- William Nigh (Regisseur):  I Wouldn't Be in Your Shoes (Todeszelle Nr. 5). 1945 (nach der Kurzgeschichte I Wouldn't Be in Your Shoes).
- Roy William Neill (Regisseur): Black Angel (Vergessene Stunde). 1946.
- Arthur Ripley (Regisseur): The Chase. 1946 (nach dem Roman The black Path of fear).
- Harold Clurman: Deadline at Dawn. 1946 (nach dem gleichnamigen Roman von 1944).
- D. Ross Ledermann (Regisseur): The Return of the Whistler (Die Rückkehr des Whistler). 1948 (nach der Kurzgeschichte All at Once, No Alice).
- The Night Has a Thousand Eyes (Die Nacht hat tausend Augen). 1948.
- Ted Tetzlaff (Regisseur): The Window (Das unheimliche Fenster). 1949 (nach der Geschichte The Boy cried murder).
- Alfred Hitchcock (Regisseur): Rear Window (Das Fenster zum Hof). 1954 (nach der Erzählung It Had to Be Murder).
- François Truffaut (Regisseur): Die Braut trug schwarz. 1968.
- François Truffaut (Regisseur): Das Geheimnis der falschen Braut. 1969.
- Rainer Werner Fassbinder (Regisseur): Martha (nach For the Rest of Her Life [Für den Rest ihres Lebens]). 1974.
- Michael Cristofer (Regisseur): Original Sin (Original Sin). 2001 (nach dem Roman Walzer in die Dunkelheit).

## Literarische Rezeption
In Friedrich Anis Roman Der Narr und seine Maschine (2018) wählt der Protagonist, der erfolgreiche Kriminalschriftsteller Cornelius Hallig, sein Pseudonym in Anspielung auf sein Vorbild: Georg (> George) Ulrich (> Woolrich). Auch ihre Biographien sind ähnlich.

## Dokumentationen
- Christian Bauer (Regie): Nacht ohne Morgen. Die Welt des Cornell Woolrich. BRD 1985, Länge 45 Min., ausgestrahlt in Nord 3, 1. September 1992, 23.10h.